# 독새
독새는 독을 가진 새를 말한다.
어떤 새들은 포식자들로부터 자기 자신을 보호하기 위해서 독(毒) (또는 독소(毒素))를 만들어낸다.
새 중에서 독을 실제적으로 뱉어내는 새는 존재하지 않지만,
어떤 새들은 독을 포함하고 있어서, 먹거나 만지거나 하면 안된다.
이런 새들은 먹이로 먹은 동물이나 식물 또는 독을 가진 곤충으로부터 독을 얻는다.
(대개의 경우 독을 가진 곤충으로부터 독을 얻는다)
피토휘나 ifrita 그리고 Rufous 또는
Little Shrikethrush 들은 피부나 깃털에 바트라코톡신 독소를 분비한다.
중국에서는 당국이(距翅雁)로 알려져 있고,
일본에서는 츠메바간으로 알려져 있는,
Spur-winged Goose는 가뢰과에 해당하는 딱정벌레를 먹고
독을 몸속에 가지고 있기 때문에 먹을 수 없는 새이다.
메추라기와는 달리 유럽 메추라기 
는 특정한 때에는 독이 있어서 먹을 수 없다고 알려져 있다.
새와 관련 있는 시노르니토사우루스(Sinornithosaurus)라는 고대 공룡도
물어 뜯어면서 독을 뱉어낸 것으로 보인다.

## 같이 보기
- 짐조 : 중국 고대 문헌에 등장하는 독을 가진 새
- 독 포유류